# Michalítsi (ort i Grekland, Nomós Prevézis)
Michalítsi är en ort i Grekland.   Den ligger i prefekturen Nomós Prevézis och regionen Epirus, i den centrala delen av landet, 280 km väster om huvudstaden Aten. Michalítsi ligger 49 meter över havet och antalet invånare är 320.
Terrängen runt Michalítsi är platt. Havet är nära Michalítsi söderut. Runt Michalítsi är det ganska glesbefolkat, med 38 invånare per kvadratkilometer. Närmaste större samhälle är Preveza, 9,0 km söder om Michalítsi. Trakten runt Michalítsi består till största delen av jordbruksmark.